# Кувейт (затока)
Затока Кувейт — затока, північно-західна частина Перської затоки, омиває північно-східне узбережжя Аравійського півострова, у Кувейті. На південному узбережжі затоки розташоване місто Ель-Кувейт. У передмісті Еш-Шувайх розташовано порт Еш-Шувайх. У західній частині затоки розташоване портове місто Ель-Джахра. У затоці розташовано безлюдний острів Умм-ен-Наміл. Біля входу у затоку — безлюдні острови Файлака, Маскан і Ауха.
Через затоку побудовано міст Джабера. Міст складається з двох частин. Основний міст завдовжки 36,1 км сполучає Еш-Шувайх з місцевістю Ес-Сабія на протилежному, північному березі Кувейт, де заплановано будівництво міста Ес-Сабія. Довжина морської мостової конструкції становить 27 км. Другий міст завдовжки 12,4 км сполучає Еш-Шувайх і передмістя Доха у південній частині затоки Кувейт біля входу у бухту Сулаїбіхат. Проект включає в себе два штучних острови - Південний і Північний. Для проходу судів побудовано канатний підвісний міст завдовжки 340 м.
Місто Ес-Сабія або Мадінат аль-Харір («Місто шовку») намічено заснувати на узбережжі Перської затоки, за 80 км на північ від столиці, навпроти південно-західної частини острова Бубіян. В Ес-Сабії планується будівництво 1001-метрового хмарочоса Бурдж Мубарак аль-Кабір.
В Ес-Сабія британські археологи під керівництвом Роберта Картера розкопали неолітичне поселення убейдського періоду. Знайдено фрагменти стародавніх кораблів, що представляють собою пластини бітуму з відбитками очерету, що датуються 5000 роком до Р. Х. Пластини бітуму знайдені в Акказі, місці парфян-сасанідського періоду на колишньому острові у південній частині затоки Кувейт. Пластини бітуму ранньодільмунського періоду знайдені на островах Умм-ен-Наміл і Файлака .
Акказ — острів, який у другій половині XX століття був з'єднаний з материком дамбою. Більшість пам'ятників на ньому були знищені під час будівництва нафтового терміналу. Зберігся лише один телль.
В Ес-Сабія знаходиться велика теплова електростанція і опріснувальна установка.. У місцевості Каср-ес-Сабія (від араб. قصر - фортеця) знаходилися руїни форту, який охороняв вхід у протоку Хор-ес-Сабія.
У період з 30 квітня 1793 року по 27 серпня 1795 року на південному узбережжі затоки була розташована факторія Британської Ост-Індської компанії.
Вхід у затоку обрамляють маяки на острові Ауха і мисі Ель-Ард [ar] в Ес-Салім. У порту Доха під час Іракської війни знаходилася база армії США «Кемп-Доха» .